# Dypterygia scabriuscula
Noctuelle hérissée
Espèce
La Noctuelle hérissée (Dypterygia scabriuscula) est une espèce de lépidoptère de la famille des Noctuidae.
On la trouve en Europe et en Asie occidentale.
Il a une envergure de 32 à 37 mm. L'adulte vole d'avril à août selon les régions sur deux générations[pas clair].
Sa larve se nourrit sur les oseilles et les renouées

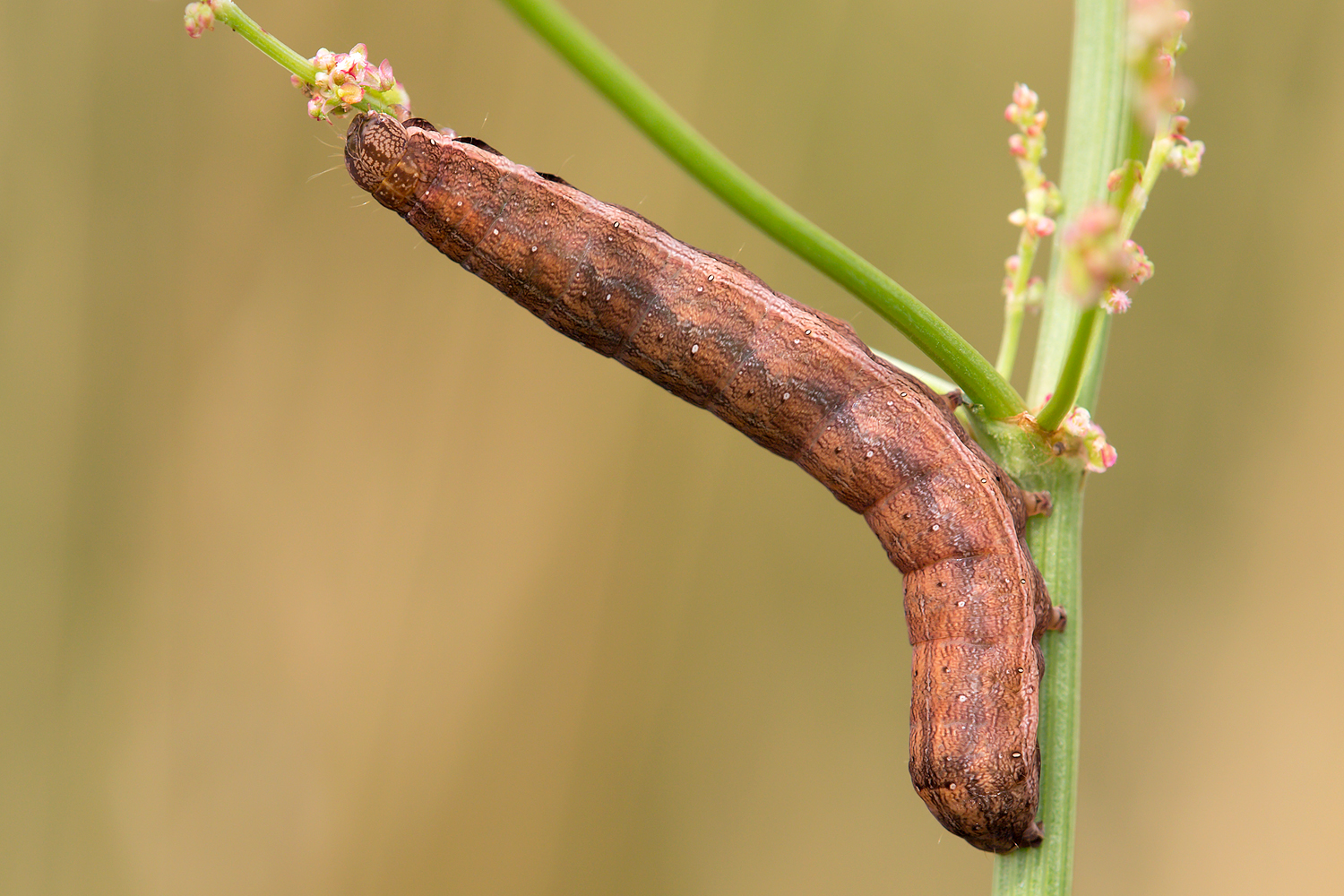
Une larve sur une tige d'oseille.